# Списак генерала и адмирала Војске Југославије и СЦГ: А и Б
Списак особа које су у имале генералске и адмиралске чинове у Војсци Југославије (ВЈ) и Војсци Србије и Црне Горе (ВСЦГ) чије презиме почиње на слова А и Б, за остале генерале и адмирале погледајте Списак генерала и адмирала Војске Југославије и СЦГ.
напомена: Генералски, односно адмиралски чинови у ВЈ су били — генерал-армије (адмирал флоте), генерал-пуковник (адмирал), генерал-потпуковник (вице-адмирал) и генерал-мајор (контра-адмирал).

### А
- Радован Анђелковић (1942), генерал-мајор. Активна војна служба у ВЈ престала му је 1999.
- Дане Ајдуковић (1933—2014), генерал-потпуковник. Активна војна служба у ВЈ престала му је 1993.
- Милан Аксентијевић (1935), генерал-мајор. Активна војна служба у ВЈ престала му је 1992.
- Љубомир Анђелковић (1940), генерал-потпуковник. Активна војна служба у ВЈ престала му је 2000.
- Бошко Антић (1941), контра-адмирал. Активна војна служба у ВЈ престала му је 2000.
- Вељко Антуновић (1939—2017), генерал-потпуковник. Активна војна служба у ВЈ престала му је 1992.
- Константин Арсеновић (1940—2017), генерал-потпуковник. Активна војна служба у ВЈ престала му је 2000.
- Вукослав Арсић (1947—2023), генерал-мајор. Активна војна служба у ВЈ престала му је 2003.
- Благоје Аџић (1932—2012), генерал-пуковник. Активна војна служба у ВЈ престала му је 1992.

### Б
- Божидар Бабић (1938), генерал-пуковник. Активна војна служба у ВЈ престала му је 1998.
- Миле Бабић (1935—2022), генерал-мајор. Активна војна служба у ВЈ престала му је 1992.
- Радослав Бабић (1956), генерал-мајор. Активна војна служба у ВСЦГ престала му је 2005.
- Љубомир Бајић (1939), генерал-мајор авијације. Активна војна служба у ВЈ престала му је 1993.
- Александар Бакочевић (1928—2007), генерал-мајор у резерви. Активан и демобилисан у ВЈ 1999.
- Душан Бањац (1943—2015), генерал-потпуковник. Активна војна служба у ВЈ престала му је 2000.
- Живота Бaрлов (1947), генерал-мајор. Активна војна служба у ВЈ престала му је 2002.
- Милош Барош (1937), генерал-мајор. Активна војна служба у ВЈ престала му је 1992.
- Димитрије Бауцал (1937—2005), генерал-мајор. Активна војна служба у ВЈ престала му је 1992.
- Славко Бига (1947), генерал-мајор авијације. Активна војна служба у ВЈ престала му је 2002.
- Бранко Билбија (1947—2022), генерал-мајор авијације. Активна војна служба у ВЈ престала му је 2001.
- Андрија Биорчевић (1934—2001), генерал-потпуковник. Активна војна служба у ВЈ престала му је 1993.
- Мирко Бјелановић (1941), генерал-мајор. Активна војна служба у ВЈ престала му је 1994.
- др Јован Бјелић (1931—2009), санитетски генерал-потпуковник. Активна војна служба у ВЈ престала му је 1996.
- Слободан Бојић (1940), генерал-мајор. Активна војна служба у ВЈ престала му је 1994.
- Миливоје Бојовић (1951), генерал-мајор. Активна војна служба у ВЈ престала му је 2004.
- Милован Бојовић (1937—2017), генерал-пуковник. Активна војна служба у ВЈ престала му је 2000.
- Грујо Борић (1938—2025), генерал-потпуковник. Активна војна служба у ВЈ престала му је 1998.
- Синиша Боровић (1946), генерал-потпуковник. Активна војна служба у ВЈ престала му је 2001.
- Гојко Брајовић (1949), генерал-потпуковник. Активна војна служба у ВСЦГ престала му је 2005.
- Илија Бранковић (1945—2022), генерал-потпуковник. Активна војна служба у ВЈ престала му је 2001.
- Милосав Бркић (1941—2011), генерал-потпуковник. Активна војна служба у ВЈ престала му је 1999.
- Стане Бровет (1930—2007), адмирал. Активна војна служба у ВЈ престала му је 1992.
- Слободан Бурсаћ (1946), генерал-потпуковник. Активна војна служба у ВЈ престала му је 2002.